# Puel mapu

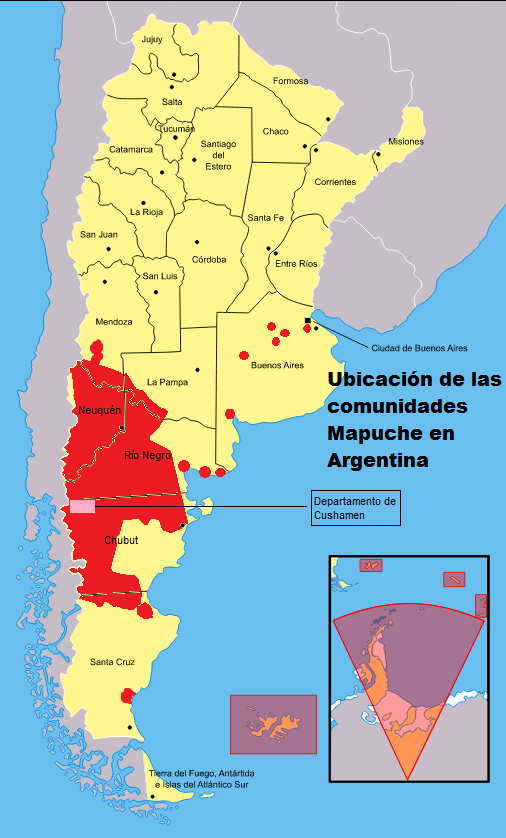
Localização das atuais comunidades Mapuche na Argentina.

Puel mapu (também chamada Puelmapu ou Puwel Mapu)  é um dos territórios tradicionais do povo Mapuche e de outras comunidades indígenas como os Puelches. Está localizado a leste da Cordilheira dos Andes. Abrange grande parte da Patagônia e dos Pampas. Com a invasão do território Mapuche "Wallmapu" (usurpação que passou a ser denominada como Conquista do Deserto 1878-1885 pelos invasores) Puel mapu passou a fazer parte da Argentina. É hoje um dos locais do conflito de autodeterminação indígena denominado conflito Mapuche . 
A partir de uma perspectiva descolonial refere-se a um dos quatro suportes que direcionam a orientação geral do mapu: Puel mapu (leste), Gülu mapu (oeste), Pikun mapu (norte) e Willi mapu (sul).  

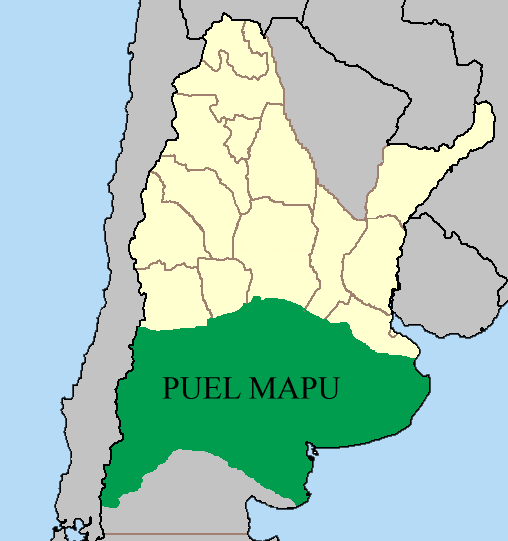
Mapa de Puel Mapu nos séculos XVIII e XIX

O Puwel Mapu era composto pelas seguintes identidades territoriais: Ragkül Che ou Ranquelches, Mamuj Che, Chazi Che e Pwel Wiji Che ou Wijiches Serranos. Os cronistas usaram o nome Pampas, Aucaes ou Índios do Chile para nomear os Ranquelches e Manzaneros para identificar a montanha Wijiches. No  século XVIII esta entidade territorial se estendia desde a cordilheira dos Andes, o rio Limay e o Curu Leuvu ou rio Negro ao sul, na região de Neuquén , até o rio Cuarto até ao norte e o Oceano Atlântico a leste. 
Atualmente as comunidades Mapuches de ambos os lados do Pire Mapu, (que é a forma como os Mapunches denominam a Cordilheira dos Andes) se reúnem frequentemente para realizarem parlamentos autônomos transfronteiriços de discussões políticas e socias, como forma de demonstrar que independentemente de estarem no Gula Mapu ou Puel Mapu, são uma única e mesma comunidade. 